# Akira Ishigame
Akira Ishigame (japanisch 石亀 晃 Ishigame Akira; * 20. Mai 1985 in der Präfektur Saitama) ist ein japanischer Fußballspieler.

## Karriere
Ishigame erlernte das Fußballspielen in der Schulmannschaft der Maebashi Ikuei High School. Seinen ersten Vertrag unterschrieb er 2004 bei Omiya Ardija. Der Verein spielte in der zweithöchsten Liga des Landes, der J2 League. 2004 wurde er mit dem Verein Vizemeister der J2 League und stieg in die J1 League auf. 2008 wechselte er zum Zweitligisten Thespa Kusatsu. Für den Verein absolvierte er sechs Ligaspiele. Ende 2008 beendete er seine Karriere als Fußballspieler.